# Immeuble au 9, rue Sainte-Hélène à Strasbourg
L'immeuble au 9, rue Sainte-Hélène est un monument historique situé à Strasbourg, dans le département français du Bas-Rhin.

## Localisation
Ce bâtiment est situé au 9, rue Sainte-Hélène à Strasbourg.

## Historique
L'édifice fait l'objet d'une inscription au titre des monuments historiques depuis 1984.